# Mount Talinis
Mount Talinis, (ook wel Cuernos de Negros), is een berg op zo'n 9 kilometer ten zuidwesten van Valencia in de Filipijnse provincie Negros Oriental. De berg is met een hoogte van ongeveer 1903 meter boven zeeniveau de op een na hoogste berg van de provincie, na Mount Canlaon. Mount Talinis is een stratovulkaan en heeft vele vulkaanmeren en sulfuric or volcanic vents.

## Fauna
Enkele van de bedreigde en zeldzame diersoorten die op en rond Mount Talinis voorkomen zijn de Panay-neushoornvogel, het Prins-Alfredhert, het Visayawrattenzwijn, de Filipijnse buisneusvleermuis, de Negrosboomtimalia en de Negrosdolksteekduif.

## Toerisme
Mount Talinis is vanwege de mooie uitzichten een populaire toeristenbestemming. Bij de voet van de berg zijn enkele meren te vinden. De meest bezochte daarvan zijn de twee kratermeren bij Balinsasayao: Lake Nailig en Lake Yagumyum. Deze meren worden slechts gescheiden van elkaar door een zeer smalle bergrug. Mt. Talinis is gemakkelijk te beklimmen via de diverse paden die beginnen in Bidjao, Dauin en Aplong in Valencia.